# George Strange
George Strange (Portage la Prairie, 9 de noviembre de 1880-Toronto, 22 de junio de 1961) fue un deportista canadiense que compitió en remo. Participó en los Juegos Olímpicos de San Luis 1904, obteniendo una medalla de plata en la prueba de ocho con timonel.

## Palmarés internacional
| Juegos Olímpicos | Juegos Olímpicos          | Juegos Olímpicos | Juegos Olímpicos |
| Año              | Lugar                     | Medalla          | Prueba           |
| ---------------- | ------------------------- | ---------------- | ---------------- |
| 1904             | San Luis (Estados Unidos) | Medalla de plata | Ocho con timonel |